# Henrik II av Brandenburg
Henrik II av Brandenburg, även kallad Henrik den yngre eller Henrik Barnet, tyska: Henrich der Jüngere, Heinrich das Kind, född omkring 1308, död i juli 1320 i Bärwalde,  var markgreve av Brandenburg från 1319 till sin död påföljande år. Han var den siste brandenburgske markgreven av huset Askanien och vid hans död utslocknade linjen Brandenburg-Stendal på manssidan.

## Biografi
Henrik var son till markgreven Henrik I (1256–1318), markgreve av Delitzsch och yngre son till den regerande markgreven Johan I av Brandenburg (1213–1266). Hans mor var Agnes av Bayern, dotter till hertig Ludvig II av Bayern.
När Henrik II:s kusin, markgreven Valdemar av Brandenburg, dog barnlös 1319, blev Henrik II vid omkring elva års ålder regerande markgreve då hans far Henrik I avlidit året innan. Hertigen Vartislav IV av Pommern regerade Brandenburg som förmyndare för Henrik II och kom att genomdriva Pommerns intressen. Hertigen Rudolf I av Sachsen-Wittenberg, en släkting till Henrik II, motsatte sig dock Vartislavs förmyndarskap. Kung Ludvig IV, som var Henriks morbror, förklarade Henrik myndig, men lät honom inte ta länet i besittning. Henrik II avled i Bärwalde (nuvarande Mieszkowice i Polen) redan 1320, som den siste markgreven av huset Askanien. Ludvig IV drog in Brandenburg till kejsardömet och gav senare markgrevskapet i förläning till sin son Ludvig V av Bayern år 1323. Därigenom ignorerades arvsanspråken från den sachsen-anhaltska linjen av huset Askanien, vilken kom att fortleva in i modern tid, till förmån för huset Wittelsbach.

## Eftermäle
Henrik II hann genom sin låga ålder aldrig påverka Brandenburgs politik i nämnvärd omfattning, utan har enbart gått till historien som den siste av sin linje. Det monument över honom som avtäcktes år 1900 i Siegesallee i Berlin, skulpterat av August Kraus med den franske trettonårige cellisten Paul Bazelaire som förlaga, sågs därför som kontroversiellt, då Henrik II till skillnad från många av de mer berömda markgrevarna sågs som historiskt obetydlig. Statyn inkluderades dock som den nionde av 32 skulpturgrupper för att behålla symmetrin i skulpturgruppernas placering, tillsammans med byster föreställande Vartislav IV och riddaren Wedigo von Plotho.